# Глаз (фильм, 2002)
Глаз (кит. 見鬼, англ. The Eye) — мистический триллер с элементами драмы 2002 года режиссёров братьев Пан. Премьера состоялась 9 мая 2002 года. В 2008 году вышел одноимённый ремейк фильма.

## Сюжет
Девушка Мун ослепла в раннем детстве и с тех пор не видела дневного света. Но благодаря достижениям науки и технологии ей пересадили чужие роговицы. Теперь предстоит пройти длительный, но необходимый процесс адаптации к миру, к его образам и краскам. В этом призван помочь лечащий врач доктор Ва, который понемногу сближается с Мун и начинает испытывать к ней не только профессиональные чувства. Но вскоре Мун начинают преследовать странные галлюцинации, которые впоследствии оказываются реальными видениями. Новое зрение позволяет ей видеть души умерших, а также просматривать события, которые должны произойти в недалёком будущем. А сами глаза были получены от покончившей жизнь самоубийством девушки, жившей в далёкой деревне, где жители называли её колдуньей.

## В ролях
| Актёр                 | Роль       |
| --------------------- | ---------- |
| Анджелика Ли Синьцзе  | Мун        |
| Чутча Рытинанон       | Лин        |
| Лоуренс Чжоу Цзюньвэй | доктор Ва  |
| Кэнди Ло              | Ие         |
| Пьер Пн               | доктор Иэк |
| Эдмунд Чэнь           | доктор Ло  |

## Критика и отзывы
Metacritic выставил 66 баллов из 100 на основании 26 рецензий. На Rotten Tomatoes рейтинг составляет 64% с учётом 101 критического обзора.
По мнению Сергея Кудрявцева, в некоторых сценах фильм действительно заставляет зрителя испытать страх. Картина поднимает вопрос существования иных реальностей, невидимых простым взглядом. Финал  типичен для азиатских фильмов, где повышенная сентиментальность сопряжена с горечью физической утраты.
Станислав Зельвенский на сайте журнала «Афиша» подчеркнул: фильм эффектно снят в плане звука, монтажа, смелых ракурсов и отталкивается от физического порока — проблемы со зрением дают режиссёру больше возможностей для игры, чем сложности вербальной коммуникации. Первая треть — самая приятная. Реальность, вдруг обретённая Мун, — неправильная, искажённая, смазанная, с ускользающей от понимания червоточиной. Потом хоррор постепенно становится триллером. Многие смотрели «Шестое чувство», «Привидение» и «Пророчество человека-мотылька». В сценарии припасены пара изобретательных поворотов и несколько по-настоящему жутких сцен. Восточные хорроры хороши не спецэффектами: в них главное — умолчания, паузы, что западному человеку не понять. У братьев Пан всё слишком рационально. Они работают чисто механически. «Глаз» — это не «Звонок». Ему не понадобится переводчик.
Лидия Маслова в статье «Коммерсантъ» заметила, что стоило перевести название как «Зрение», поскольку речь идёт о двух глазах. После операции, кроме обычных трудностей, с которыми сталкиваются все прозревшие, привыкшие узнавать вещи на ощупь, героиня получила в зеркале вместо неё постороннюю женщину. Во-вторых, экстрасенсорику, а именно способность видеть мертвецов, ведущих себя довольно навязчиво, «души тех, кто покинул этот мир, не решив своих проблем». Авторы пытаются показать что-то страшное и напугать не зрительными образами, а звуком. Это несколько наивный и рефлекторный способ запугивания, как если бы к человеку подкрались сзади и внезапно включили музыку до упора. С живыми героиня общается не так активно, как с мертвецами, но более душевно. Авторы фильма с садистским удовольствием показывают обгоревшие трупы, застывшие в живописных позах под романтическую музыку. Эта жестокость — особенность почерка Оксида и Дэнни Пан, снявших местный хит «Опасный Бангкок». «Глаз» хоть и получился скучноват, но благодаря моде на азиатский хоррор коммерческой цели всё равно достиг.
Роджер Эберт написал рецензию, согласно которой фильм посвящен наблюдению перенёсшей операцию молодой скрипачки за «Мрачным жнецом», ведущим обречённых на ту сторону. Оказывается, проблема в том, чтобы знать, на что люди смотрят. Для взрослого возвращение зрения не всегда является благословением. В отличие от героинь большинства остросюжетных картин о женщинах, Мун тихая, интроспективная и разумная. Она убеждена, что может видеть мёртвых, покидающих эту землю, и предвидеть трагедии, прежде чем они произойдут. Но идея о том, что части тела сохраняют воспоминания об их владельцах, является клише фильмов ужасов, таких как «Зверь с пятью пальцами» и раннего сценария «Руки» Оливера Стоуна. Остальная часть рутинная, медленная и многословная. Chicago Tribune назвала «Глаз» стильным фильмом категории B с переработанной концепцией из «Франкенштейна», «Руки» и даже «Сумеречной зоны». Финал столь же предсказуем, как и жесток. Например, в ресторане Гонконга есть хорошо снятая, действительно жуткая сцена, где Мун видит мёртвых людей среди кусков сочной свинины. Это могло послужить метафорой для фильма: праздник, который стоит созерцать, но ему не хватает содержания, и он оставит большинство зрителей совершенно неудовлетворёнными.
Согласно обзору Энтони Скотта в The New York Times, «Глаз» погружает в состояние страха ещё во время начальных титров. Оксид и Дэнни Пан используют простые и точные приёмы, чтобы напугать зрителей, прежде чем они поймут, чего именно бояться. Спецэффектам режиссёры предпочитают движение камеры с ограниченной точкой обзора. Самые страшные моменты, сопровождаемые электронным звучанием, состоят из переходов от размытости к ясности. Замешательство аудитории: «На что мы смотрим? Можем ли мы доверять нашим глазам?», — отражает положение героини. По мере того, как сюжет фильма становится предсказуемым, он неизбежно теряет ужас и медленно движется к финалу. Что больше всего впечатляет в «Глазе», так это его деликатность. Ли Синьцзе выглядит убедительно, преследуемая тем, что она видит. Сравнение тайского и китайского отношения к смерти, случайности и загробной жизни почти незаметно проникло в эту коварную, тревожную и призрачную историю.
Геймдизайнер Хидэо Кодзима рассказал, что при создании P.T. брал напрокат «Глаз», но фильм был настолько страшен, что он так и недосмотрел его до конца.

## Награды
- Кинофестиваль Золотая лошадь — лучшая женская роль (Анджелика Ли) и лучшие спецэффекты (Centro Digital Pictures Ltd.) (2002)[13].
- Гонконгская кинопремия за лучшую женскую роль (Анджелика Ли, 2003)[14].
- Международный кинофестиваль в Каталонии — приз за операторскую работу (Деча Сримантра, 2002)[15].

## Выпуск на видео
В России фильм получил прокатное удостоверение и был выпущен кинокомпанией «Централ партнершип». В США «Глаз» издан на DVD в 2003 году от Lionsgate Films. Формат — 1,85:1. Звук — Dolby Digital 5.1. Присвоен рейтинг R. Какие-либо бонусы на диске отсутствуют. Для привлечения зрителей на американской обложке размещены положительные высказывания критиков.